# BT (航空機)
BT / DB-19 / DXD1
飛行するBT-1 0815号機
(VB-6爆撃飛行隊所属、1939年~40年撮影)
- 用途：急降下爆撃機
- 分類：艦上爆撃機
- 設計者：ジョン・クヌーセン・ノースロップ
- 製造者：ノースロップ社
- 運用者： アメリカ海軍
- 初飛行：1935年8月19日
- 生産数：55機
- 生産開始：1936年
- 運用開始：1938年
- 退役：1940年
- 運用状況：退役
- 派生型：SBD ドーントレス

BT （Northrop BT ）は、アメリカ合衆国のノースロップ社が開発し第二次世界大戦中にアメリカ海軍で運用された艦上爆撃機である。
本機の型のうち、XBT-2は、SBDドーントレスの原型となった。また、ダグラスでは1機をDB-19として試験を行い、大日本帝国海軍では1機のBT-1をDXD1として試験を行なった。

## 概要
アメリカ海軍は「急降下爆撃機」という新たなコンセプトに基づき、国内の各航空機メーカーにこの新機種の競作を求めた。

ノースロップ社ではジャック・ノースロップのコンセプトに基づいてエド・ハイネマンが設計した案を海軍に提示、最終的にノースロップ社の機体が採用された。試作機は1935年8月に初飛行し、54機が生産され、アメリカ海軍航空隊に配備された。
アメリカ海軍は改良型のXBT-2の開発を命じたが、ノースロップ社はダグラス社に吸収合併（ジャック・ノースロップ自身は新たに社名の同じ「ノースロップ社」を立ち上げて独立）されたため、XBT-2はダグラス社によって開発が継続され、SBDドーントレスの原型機となった。
太平洋戦争開戦後には実戦部隊からは引き揚げられ、練習機として運用された。
なお、上述の通り、生産機の内1機は日本海軍に売却され、ダグラスBD爆撃機としてテストされた。

## スペック
- 全長：9.70 m
- 全幅：12.65 m
- 全高：3.81 m
- 全備重量：2,961 kg

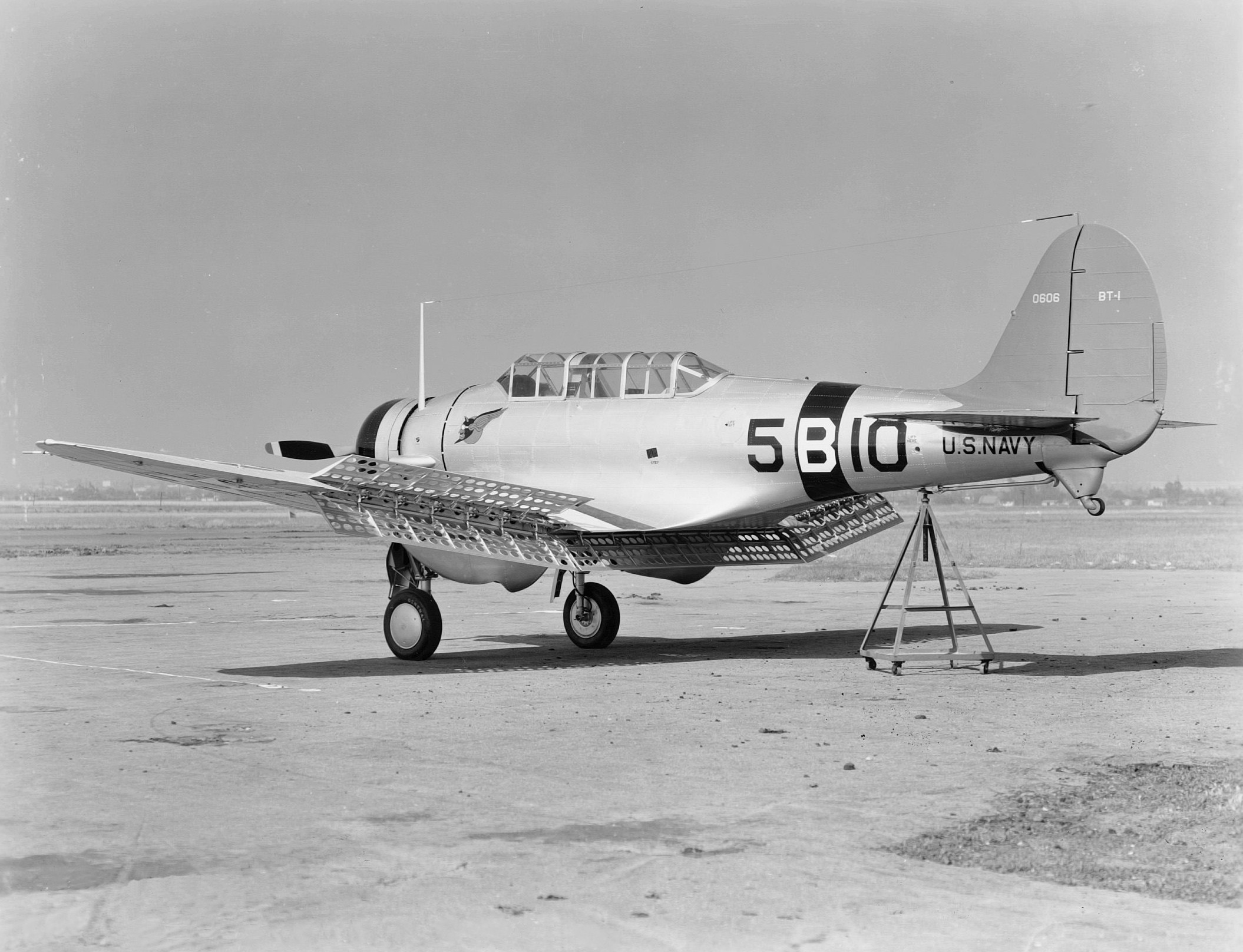
BT-1 海軍第5爆撃航空隊（VB-5）の所属機 1938年4月の撮影

- エンジン：P&W R-1535-94 空冷二重星型14気筒 825 hp×1
- 最大速度：357 km/h
- 実用上限高度：7,700 m
- 航続距離：885 km
- 武装
  - 爆弾 452 kg
  - 7.62 mm機関銃×1
  - 12.7 mm機関銃×2
- 乗員 2名